# Riacho Mangabeira
O rio Mangabeira é um rio brasileiro que banha a microrregião de João Pessoa no estado da Paraíba. Afluente do rio Cuiá, atravessa as localidades de Muçumagro (onde nasce), Barra do Gramame, Paratibe e Costa do Sol.